# جانجل بوي
جانجل بوي هو مصارع محترف أمريكي ولد في 15 يونيو 1997،يعمل حالياً في آول إليت ريسلينغ.

## روابط خارجية
- جانجل بوي على موقع WrestlingData.com (الإنجليزية)
- جانجل بوي على موقع CageMatch worker (الإنجليزية)
- جانجل بوي على موقع قاعدة بيانات المصارعة على الإنترنت (الإنجليزية)
- جانجل بوي على موقع عالم المصارعة على الإنترنت (الإنجليزية)
- جانجل بوي على موقع عالم المصارعة على الإنترنت (الإنجليزية)